# Pałac w Załężu
Pałac w Załężu (nazywany również Dworem) – neoklasycystyczny pałac położony przy ulicy Gliwickiej 159 w Katowicach, na terenie dzielnicy Załęże. Stanowił on w przeszłości fragment założenia folwarcznego. Pałac został wzniesiony w latach 1886–1887 i mieściła się w nim pierwotnie regionalna dyrekcja spółki Georg von Giesches Erben. W latach międzywojennych była siedzibą spółki Giesche, a obecnie prywatnego szpitala.

## Historia

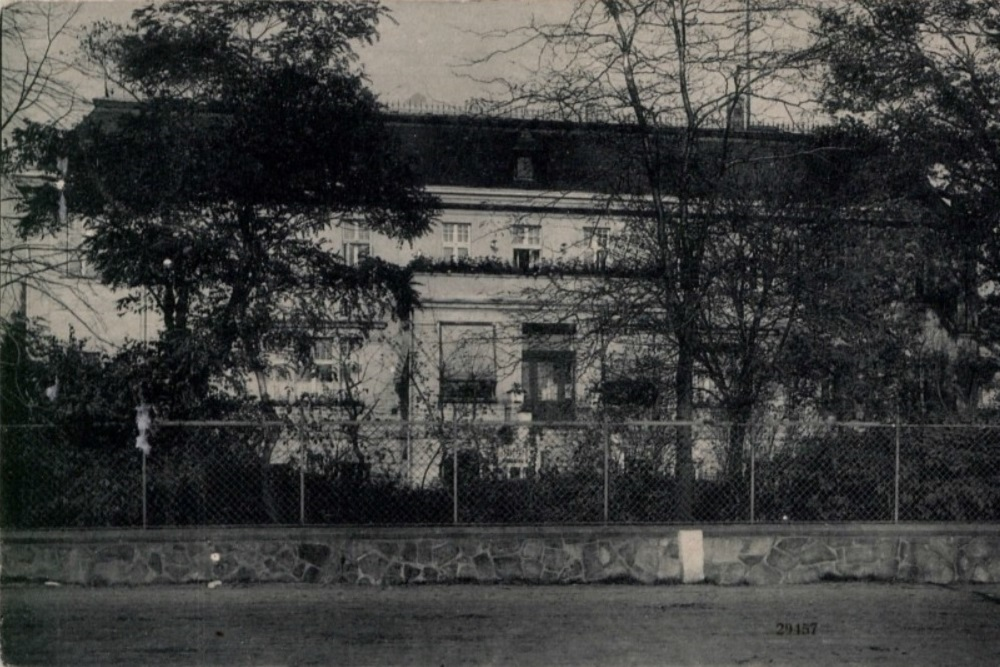
Załęski pałac w 1909 roku

Istnienie załęskiego folwarku datuje się na wiek XVI wiek. W XIX wieku folwark należał do właścicieli wsi Załęże. Na terenie folwarku pałac wzniesiono w latach 1886–1887. Powstał on w miejscu dawnego, prawdopodobnie drewnianego budynku. Nowy pałac został przebudowany w 1905 roku według projektu Georga i Emila Zillmannów (następne przebudowy w latach: 1924, 1925 i 1933). W pałacu dworskim od 1886 do 1945 roku mieściła się regionalna dyrekcja Spółki Akcyjnej Spadkobierców Georga von Giesche. Od 1887 roku mieszkał tu generalny dyrektor spółki Georg von Giesches Erben – Friedrich Bernhardi, który w 1896 roku kierował stąd akcją ratowniczą w kopalni „Cleophas” (późniejszy „Kleofas”). 
Po II wojnie światowej mieścił się tu Górniczy Zakład Lecznictwa Ambulatoryjnego, a w latach 50. XX wieku przedszkole, które później przeniesiono do budynku obok. Pałac od 2007 roku, po zakupie przez spółkę Avimed, został odrestaurowany, a po adaptacji pomieszczeń w 2009 roku zaczął w nim działać prywatny szpital.

## Architektura i otoczenie
Budynek jest wzniesiony w stylu klasycystycznym. Posiada dwie kondygnacje, podpiwniczenie oraz poddasze. We wnętrzu obiektu znajduje m.in. się klatka schodowa ze zdobionymi balustradami oraz wielki żyrandol pochodzący z końca XIX wieku. Przed wejściem znajduje się specjalny podjazd dla pojazdów kołowych.
Przy pałacu mieści się park składający się z dwóch części oddzielonych ulicą Gliwicką: północnej – tam gdzie zlokalizowany jest dwór oraz południowej – obecny plac ks. J. Londzina (nazywany również popularnie Gruszka Placem). W pobliżu pałacu znajduje się przystanek tramwajowy oraz autobusowy Załęże Dwór.

## Galeria

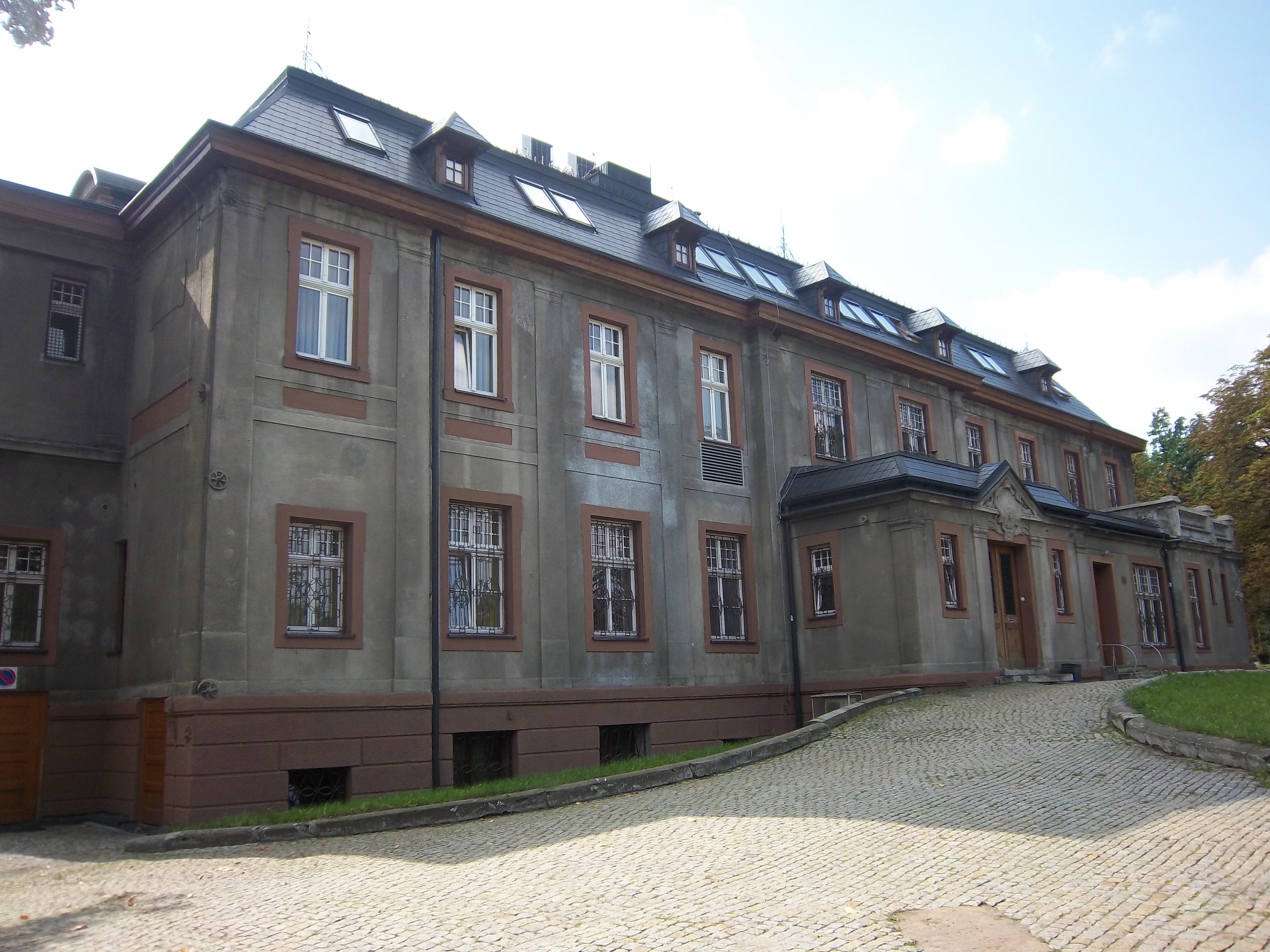
Pałac od strony północno-wschodniej
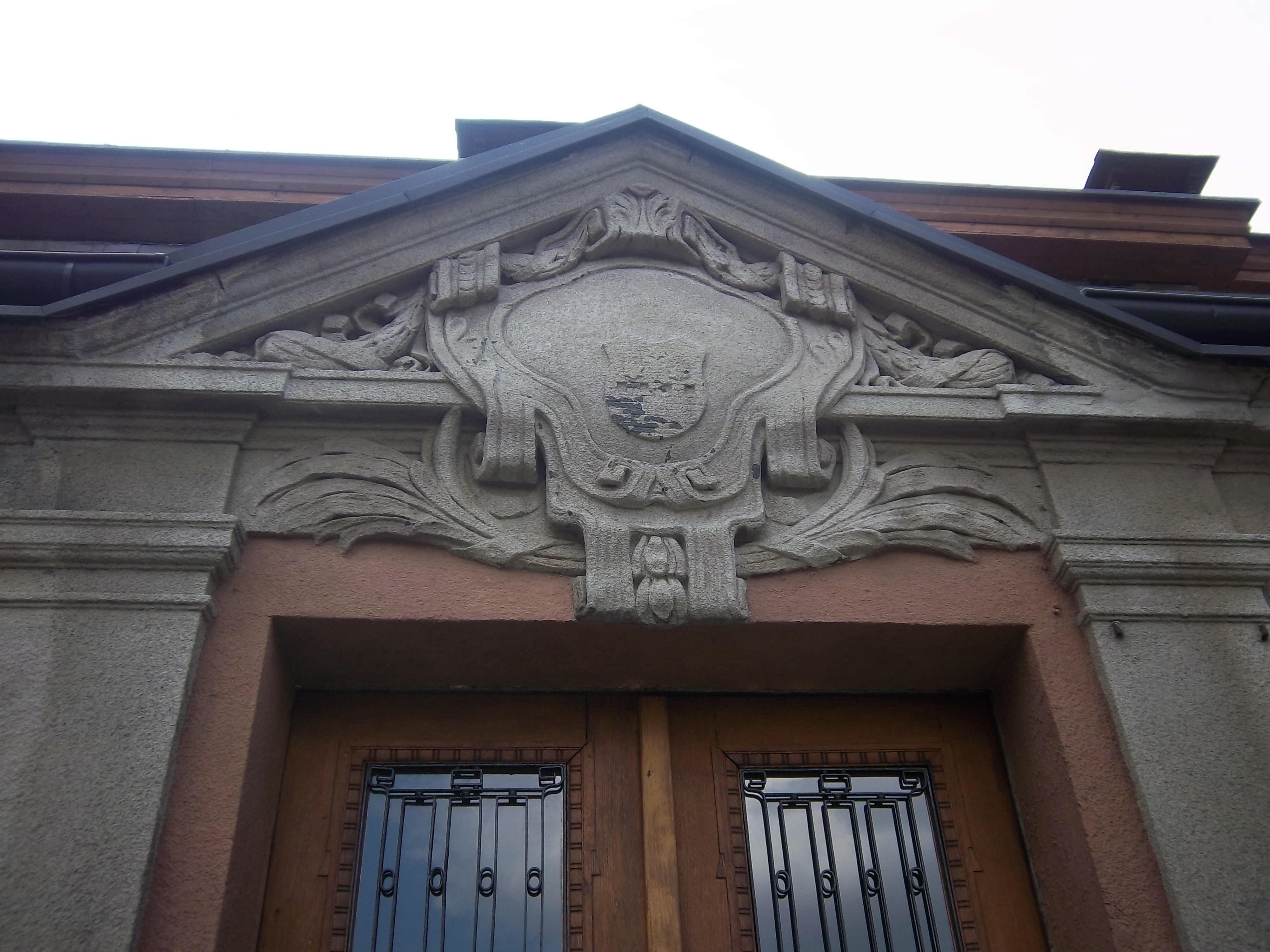
Herb nad wejściem głównym
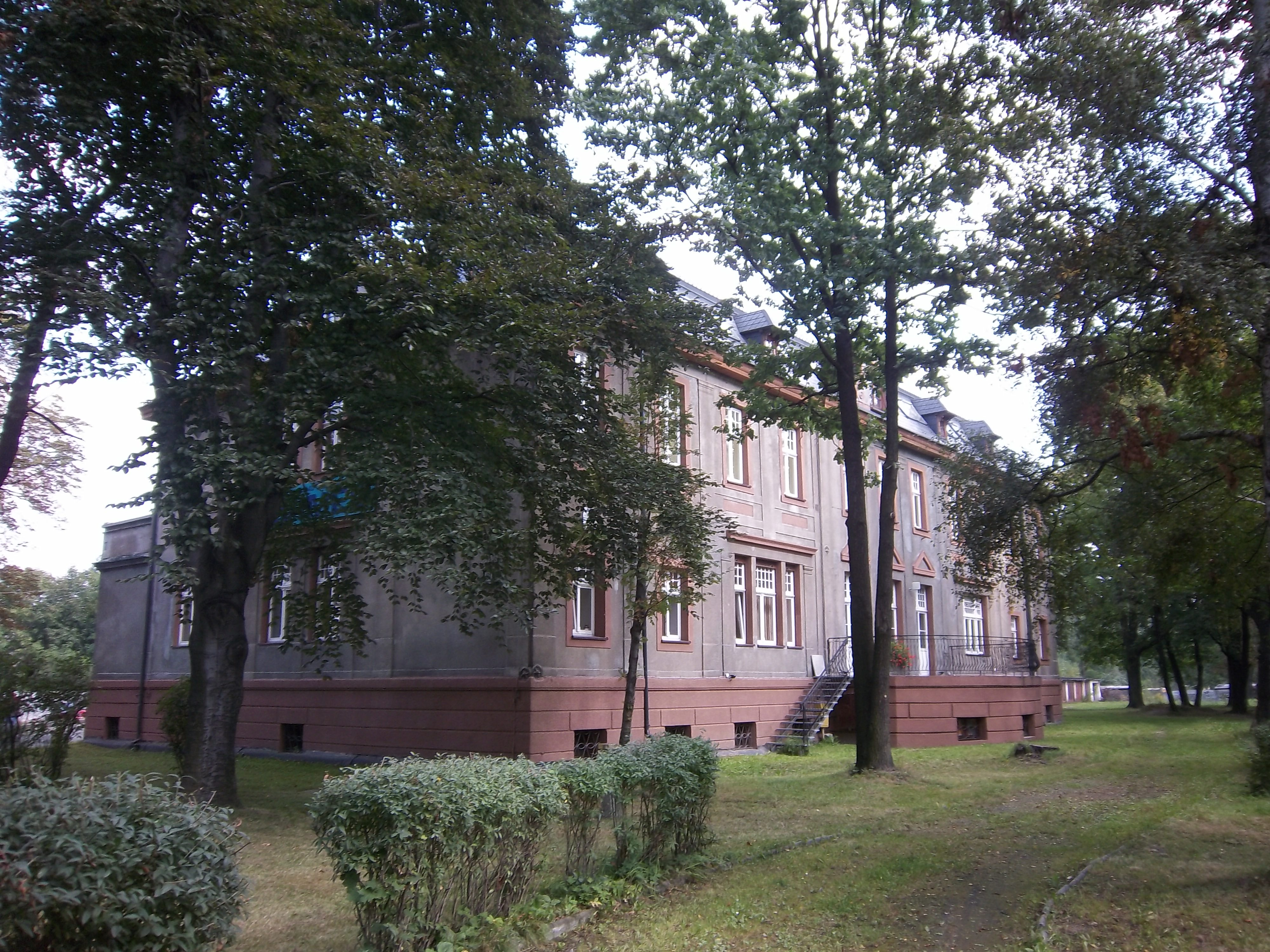
Pałac od strony ulicy Gliwickiej